# Гетари
Гетари́ (фр. Guéthary) — коммуна во Франции, находится в регионе Новая Аквитания. Департамент — Атлантические Пиренеи. Входит в состав кантона Сен-Жан-де-Люз. Округ коммуны — Байонна.
Код INSEE коммуны — 64249.

## География
Коммуна расположена приблизительно в 680 км к юго-западу от Парижа, в 180 км юго-западнее Бордо, в 105 км к западу от По, на берегу Бискайского залива.

### Климат
Климат тёплый океанический. Зима мягкая, средняя температура января — от +5°С до +13°С, температуры ниже −10 °C бывают редко. Снег выпадает около 15 дней в году с ноября по апрель. Максимальная температура летом порядка 20-30 °C, выше 35 °C бывает очень редко. Количество осадков высокое, порядка 1100 мм в год. Характерна безветренная погода, сильные ветры очень редки.

## Население
Население коммуны на 2010 год составляло 1349 человек.
| 1962 | 1968 | 1975 | 1982 | 1990 | 1999 | 2010 |
| ---- | ---- | ---- | ---- | ---- | ---- | ---- |
| 1036 | 1034 | 965  | 1042 | 1105 | 1291 | 1349 |

## Администрация
| Период | Период | Фамилия         | Партия | Примечания |
| ------ | ------ | --------------- | ------ | ---------- |
| 1983   | 1985   | Жан-Клод Шоль   |        |            |
| 1985   | 1995   | Жан-Люк Латайад |        |            |
| 1995   | 2020   | Альбер Ларруссе |        |            |

## Экономика
В 2010 году среди 818 человек трудоспособного возраста (15-64 лет) 587 были экономически активными, 231 — неактивными (показатель активности — 71,8 %, в 1999 году было 73,0 %). Из 587 активных жителей работали 519 человек (269 мужчин и 250 женщин), безработных было 68 (27 мужчин и 41 женщина). Среди 231 неактивных 75 человек были учениками или студентами, 83 — пенсионерами, 73 были неактивными по другим причинам.

## Достопримечательности
- Церковь Св. Николая (XVI век). Исторический памятник с 2001 года[4]
- Здание мэрии. Исторический памятник с 1993 года[5]
- Вилла Саралегинеа (1909 год). Исторический памятник с 1994 года[6]

## Фотогалерея
- Мэрия и фронтон (площадка для игры в пелоту)
- Церковь Св. Николая
- Вокзал
- Семафор
- Морской крест
- Военный мемориал